# بیرنوم
بیِرنوم (به سوئدی: Bjärnum) یک شهر کوچک است که در بخش هسله‌هولم شهرستان اسکونه در کشور سوئد واقع شده است. جمعیت بیرنوم در پایان سال ۲۰۱۰ بالغ بر ۲٬۶۷۴ نفر بوده است.